# Youri Regeer
Youri Regeer (Haarlem, 18 de agosto de 2003) es un futbolista neerlandés que juega de centrocampista en el Ajax de Ámsterdam de la Eredivisie.

## Trayectoria
Regeer comenzó su carrera deportiva en las divisiones inferiores del club SV Zandvoort hasta 2012, luego pasó al Rijnsburgse Boys. En 2015 jugó para el ADO Den Haag y posteriormente fichó por el Ajax Ámsterdam donde pasó por la sub-15, 17 y 19 para luego llegar al Ajax II.
En la Liga Juvenil de la UEFA logró conseguir un hat-trick contra el Valencia Juvenil A siendo el primero de los goles, de chilena, en un partido donde ganaron 5-3 en Paterna.
En enero de 2025, tras haberse marchado a mediados de 2023 al F. C. Twente, regresó al Ajax de Ámsterdam.

## Estadísticas

### Clubes
Actualizado al último partido disputado el 7 de noviembre de 2024.
| Club                             | Div.          | Temporada     | Liga  | Liga  | Copas nacionales | Copas nacionales | Copas internacionales | Copas internacionales | Total | Total |
| Club                             | Div.          | Temporada     | Part. | Goles | Part.            | Goles            | Part.                 | Goles                 | Part. | Goles |
| -------------------------------- | ------------- | ------------- | ----- | ----- | ---------------- | ---------------- | --------------------- | --------------------- | ----- | ----- |
| Jong Ajax · Países Bajos         | 2.ª           | 2019-20       | 3     | 0     | —                | —                | —                     | —                     | 3     | 0     |
| Jong Ajax · Países Bajos         | 2.ª           | 2020-21       | 37    | 0     | —                | —                | —                     | —                     | 37    | 0     |
| Jong Ajax · Países Bajos         | 2.ª           | 2021-22       | 25    | 5     | —                | —                | —                     | —                     | 25    | 5     |
| Jong Ajax · Países Bajos         | 2.ª           | 2022-23       | 26    | 1     | —                | —                | —                     | —                     | 26    | 1     |
| Jong Ajax · Países Bajos         | Total club    | Total club    | 91    | 6     | 0                | 0                | 0                     | 0                     | 91    | 6     |
| Ajax de Ámsterdam · Países Bajos | 1.ª           | 2021-22       | 3     | 0     | 2                | 1                | 0                     | 0                     | 5     | 1     |
| Ajax de Ámsterdam · Países Bajos | 1.ª           | 2022-23       | 3     | 0     | 0                | 0                | 0                     | 0                     | 3     | 0     |
| Ajax de Ámsterdam · Países Bajos | Total club    | Total club    | 6     | 0     | 2                | 1                | 0                     | 0                     | 8     | 1     |
| F. C. Twente · Países Bajos      | 1.ª           | 2023-24       | 32    | 2     | 1                | 0                | 5                     | 0                     | 38    | 2     |
| F. C. Twente · Países Bajos      | 1.ª           | 2024-25       | 11    | 0     | 0                | 0                | 5                     | 0                     | 16    | 0     |
| F. C. Twente · Países Bajos      | Total club    | Total club    | 43    | 2     | 1                | 0                | 10                    | 0                     | 54    | 2     |
| Total carrera                    | Total carrera | Total carrera | 140   | 8     | 3                | 1                | 10                    | 0                     | 153   | 9     |